# 鎮福社
鎮福社，是位於臺灣高雄市左營區埤北里、鳳山縣舊城北門前的土地祠，為埤子頭鎮福廟的舊廟身，與鳳山縣舊城城門、拱辰井一同列為國定古蹟。

## 歷史沿革
鎮福社為鎮守鳳山縣舊城北門的土地祠，確切興建年代不可考，推估如果不是在康熙年間完成，乾隆年間即已存在。廟俗稱「七甲土地公廟」、「埤仔頭土地公廟」，埤仔頭是清治時期鳳山縣的海港市場。
中秋節時，埤仔頭有「分新丁紅龜粿」的民俗，只要生男嬰，民眾就會挑紅龜粿到此廟感謝，讓親友信眾分吃以沾喜氣。一些想多生兒子的信眾也會向值年爐主多繳丁口錢，以望盼神明收到疏文後，來年會補上不足的丁數，讓家中添丁。
道光五年（1825年）舊城重建時鎮福社也整修，至光緒九年（1883年）再擴建，二次大戰炸毀，1949年8月眾信徒提議通過「鎮福祠」易名為「鎮福社」，1961年重建落成，廟址為埤仔頭街1號，屬埤北里。1969年，廟地恰是勝利路與埤仔頭街丁字路口的計劃路上，地方人士只好把神像暫遷附近里集會所的二樓上。當時埤仔頂路拓寬開到鎮福社就停止，馬路在此縮小，導致車禍事件。新廟於1984年9月在左營大路6巷的里活動中心頂樓落成，取名「鎮福廟」。
1984年9月22日，文建會文化資產委員會委員林衡道等人來鳳山縣舊城探勘。文建會同意暫列為一級古蹟，提出相對條件是保留北門旁的拱辰井和鎮福社。李乾朗以古蹟評鑑專家身分說明，鎮福社並非古蹟，但與拱辰井和城牆具有不可分的關聯性，代表早期社會生活結構，舊城風貌連帶也應對古蹟附近相關性的建物作保存。次年8月19日，內政部公告鳳山縣舊城為一級古蹟，範圍包括舊城現存的東、南、北三門、城牆、護城河、鎮福社及拱辰井。
1986年5月21日，李乾朗向市府提出六大項的修護規劃報告，其中一項包含拱辰井、鎮福社。該年8月28日清晨4點許，鎮福社被不明車輛撞毀後脫逃。30日，鳳山縣舊修復計劃期中簡報會上，市長蘇南成說保護古蹟不能食古不化，鎮福社及拱辰井均被劃定一級古蹟後，使得當地南北向的道路，幾乎無法銜接，影響交通甚鉅，既被車撞了，能拆就拆。9月10日晚，內政部古蹟勘察小組李乾朗、周宗賢、陳逸成等人來此會勘，對於存廢，並未有一致的結論。12日，針對謠傳拱辰井、鎮福社在同一年被車撞毀，是蘇市長摧毀古蹟的陰謀，市長機要祕書胡時武澄清市長的駕照已過期，也不可能命令部屬開車去撞。前一年，蘇市長才下令拆除暫列二級古蹟的十九公尺鳳山縣舊城城牆。22日，民政局長許桂霖回應是否要拆毀鎮福社，等李乾朗提出規劃報告，再送請內政部參考。10月，內政部公函，指示鎮福社被撞毀的金爐、拜亭及倉庫等予以拆除，殘存正殿必須保留。
1987年，市府以新台幣七十餘萬元招標修復鎮福社，流標。後提高到九十二萬元，整修設計圖由市府新建工程處第二科黃峰雄所繪，內政部專員林正一及文化大學副教授李乾朗審圖，正宇營造廠負責承造工程，於8月19日開始整修，以仿古建材來修建。10月落成時，已先被附近廠商、寺廟視為廣告要塞，布滿各種廣告旗幟、宣傳布條及花圈。除恢復舊觀外，在周圍加上欄杆，以加強維護。

## 外部連結
- 左營埤子頭鎮福廟的Facebook專頁